# George Sutherland-Leveson-Gower, 2:e hertig av Sutherland
George Sutherland-Leveson-Gower, 2:e hertig av Sutherland, född i London 8 augusti 1786, död 28 februari 1861, var en brittisk ädling.

## Biografi
George Sutherland-Leveson-Gower var son till George Granville Leveson-Gower, 1:e hertig av Sutherland (1758–1833) och hans maka Elizabeth Sutherland, 19:e grevinna av Sutherland (1765–1839).
Hertigen antog senare efternamnet Sutherland-Leveson-Gower. På grund av partiell dövhet deltog han inte i det politiska livet utan föredrog att sysselsätta sig med sina stora egendomar. År 1845 anlitade hertigen Charles Barry för ombyggnaden av familjens slott Dunrobin Castle i Skottland, liksom senare 1851 för ombyggnaden av slottet Cliveden och hans huvudresidens Trentham Hall, nära Stoke-on-Trent.

### Familj
George Leveson-Gower gifte sig 1823 med lady Harriet Elizabeth Georgiana Howard (född 1806, död på Stafford House 1868), dotter till George Howard, 6:e earl av Carlisle.
Barn:
- Lady Elizabeth Sutherland-Leveson-Gower (1824–1878); gift 1844 med George Douglas Campbell, 8:e hertig av Argyll (1823–1900)
- George Granville Sutherland-Leveson-Gower, 3:e hertig av Sutherland (1828–1892); gift 1:o 1849 med Anne Hay-Mackenzie, 1861 Countess of Cromartie (d. 1888); gift 2:o 1889 med Mary Caroline Michell (1848–1912)
- Lady Constance Sutherland-Leveson-Gower (1834–1880); gift 1852 med Hugh Lupus Grosvenor, 1:e hertig av Westminster (1825–1899)